# Charlotte Coliseum

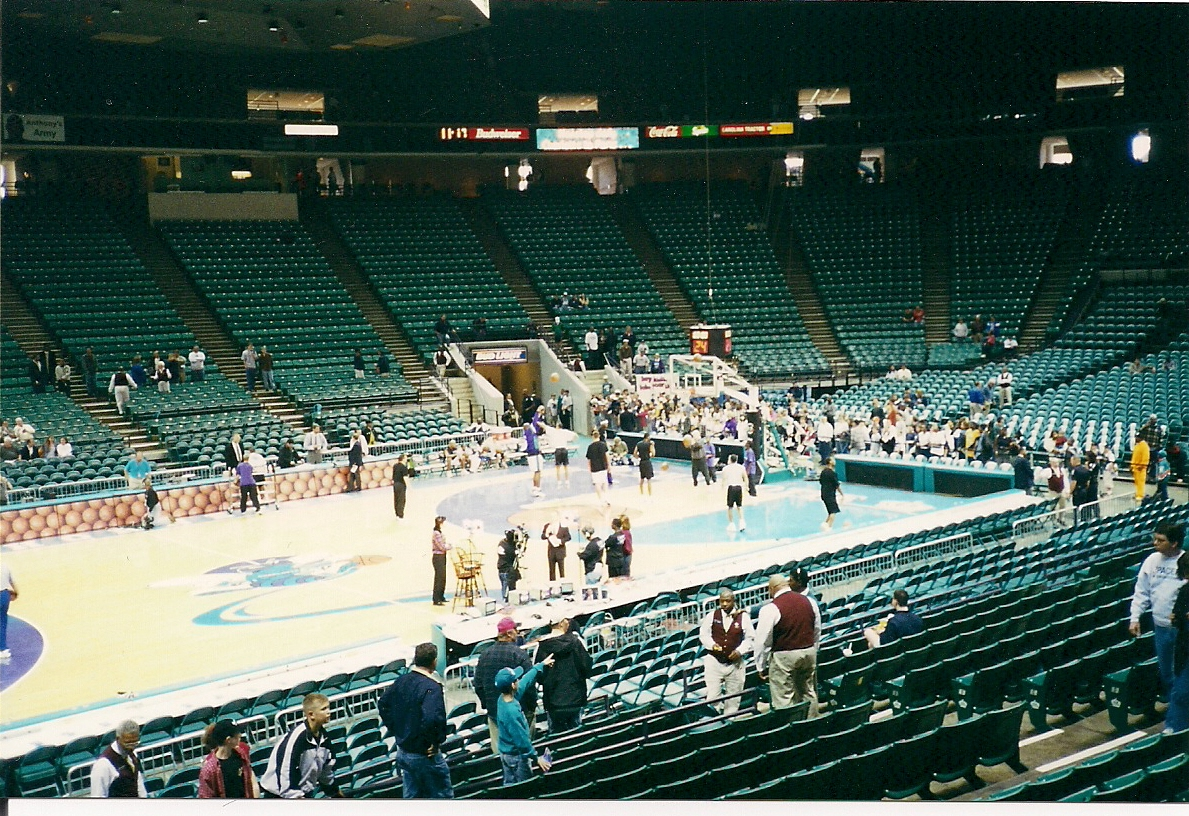
Interior del Charlotte Coliseum en 2000

Charlotte Coliseum fue un estadio cubierto localizado en Charlotte, Carolina del Norte. Terminado de construir en 1988, con un coste de 52 millones de dólares, tenía una capacidad para 21 684 en partidos de hockey sobre hielo y 24 042 en partidos de baloncesto.

## Historia
La construcción del Charlotte Coliseum comenzó en 1986 y se inauguró el 11 de agosto de 1988 con un sermón del reverendo Billy Graham. Con 24 000 asientos, se convirtió en el pabellón con mayor capacidad de la NBA.
Fue la sede del All-Star Game de la NBA 1991, y también la de la Final Four de la NCAA de 1994, que acabó ganando Arkansas ante Duke.
También fue el escenario donde se filmó la película Eddie en 1996, y fue la ficticia Universidad Tech en la película de 1998 He Got Game.

## Eventos
A lo largo de su historia ha albergado innumerables conciertos de los grupos más importantes de la música actual. Kiss y Grateful Dead son los grupos que más veces han actuado en él, con doce conciertos cada uno. Le siguen Eric Clapton y Rush con nueve, ZZ Top con ocho y Van Halen, Kenny Rogers, Neil Diamond, AC/DC y Aerosmith con siete.